# Anne Sewell Young
Anne Sewell Young   (Bloomington, 2 de gener de 1871 - Claremont, 15 d'agost de 1961) fou una astrònoma estatunidenca. Va ser professora d'astronomia al Mount Holyoke College durant 37 anys.

## Biografia
Filla del reverend Albert Adams Young i Mary Sewell,es va llicenciar al Carleton College de Minnesota el 1892.A continuació se'n va anar a Walla Walla, Washington i va ensenyar matemàtiques al Whitman College durant tres anys abans de tornar a Carleton. Va obtenir el seu mestratge el 1897i el seu doctorat per la Universitat de Colúmbia el 1906. La seva tesi avaluava les mesures de les primeres fotografies i va determinar que la constel·lació de Perseu tenia el doble d'estrelles del que es pensava anteriorment.
Young va començar la seva carrera al Mount Holyoke College el 1898. Va ser nomenada directora de l'Observatori John Payson Williston, on va supervisar un programa observacional de seguiment de taques solars. Va organitzar esdeveniments a l'observatori per als estudiants del Mount Holyoke i el 1925 va organitzar un viatge en tren per als seus estudiants des del centre de Connecticut per observar l'eclipsi solar total.El 1929, Young va identificar el cometa 31P/Schwassmann–Wachmann amb un objecte que havia estat identificat erròniament com el planeta menor "Adelaida" (A904 EB) el 1904.
Young tenia un fort interès per les estrelles variables i va mantenir correspondència sobre el tema amb Edward Charles Pickering, director del Harvard College Observatory.Va ser un dels vuit membres fundadors de Associació Americana d'Observadors d'Estrelles Variables (AAVSO, per les seves sigles en anglès) i va contribuir amb més de 6.500 observacions d'estrelles variables a l'organització.Fou elegida presidenta de l'organització el 1923.
Young es va retirar el 1936 i fou succeïda per la seva antiga alumna Alice Hall Farnsworth, com a directora de l'Observatori Williston. Young es va traslladar a Claremont, Califòrnia amb la seva germana; hi va morir el 15 d'agost de 1961.